# Wilde Tage
Wilde Tage (Originaltitel: Wilder Days) ist ein US-amerikanisches Filmdrama aus dem Jahr 2003. Regie führte David M. Evans, das Drehbuch schrieb Jeff Stockwell.

## Handlung
James Morse erzählt gerne Fantasiegeschichten. Sein Sohn John Morse hat wenig Verständnis dafür, aber sein Enkelsohn Chris hört gerne die Geschichten. Chris ist überzeugt, die Geschichten seien wahr.
James nimmt seinen Enkelsohn auf eine Reise durch die Vereinigten Staaten mit. John erinnert sich an die zuvor gehörten Geschichten, in den er nach Hinweisen sucht, um seinen Vater und seinen Sohn zu finden.

## Kritiken
David Nusair schrieb in Reel Film Reviews, die Ähnlichkeiten mit dem Film Big Fish seien nicht zu übersehen, aber der andere Film sei „viel, viel besser“. Der Film sei „unterhaltsam und harmlos“, der Zuschauer könne sich jedoch mit keinem der Charaktere identifizieren. Die Darstellungen von Peter Falk und Tim Daly seien wirkungsvoll.
Scott Weinberg schrieb auf www.efilmcritic.com, der an Tim Burtons Big Fish erinnernde vorhersehbare Film biete wenig bemerkenswertes. Wilde Tage sei genau jene Sorte der harmlosen und schmalzigen Fernsehfilme, die man leicht und ohne Spuren runterschlucke („Wilder Days is precisely the sort of mild and harmlessly familiar TV schmaltz that goes down easy – and leaves nary a trace“).

## Auszeichnungen
Der Film als Bester Fernsehfilm für Familien und Josh Hutcherson wurden im Jahr 2004 für den Young Artist Award nominiert. Jeff Stockwell wurde 2004 für den Writers Guild of America Award nominiert.

## Hintergründe
Der Film wurde in Vancouver gedreht. Er wurde als ein Fernsehfilm produziert, jedoch in Ungarn, Argentinien und Deutschland wurde er zuerst auf Video bzw. DVD veröffentlicht.